# Liste der Lieder von Maite Kelly
Dies ist eine Liste der aufgenommenen und veröffentlichten Lieder der US-amerikanischen Sängerin Maite Kelly. Aufgelistet sind alle Lieder der Alben The Unofficial Album (2009), Das volle Programm (2011), Wie ich bin (2013), Die schönsten Kinderlieder mit Maite Kelly (2015), Sieben Leben für dich (2016), Die Liebe siegt sowieso (2018), Hello! (2021), Love, Maite – das Beste … bis jetzt! (2023) und Nur Liebe (2024). Des Weiteren befinden sich alle Non-Album-Tracks, Samplerbeiträge und Cover in dieser Liste.
Die Reihenfolge der Titel ist alphabetisch sortiert und gibt Auskunft über die Urheber.

## A
| Titel                                    | Autoren                                                 | Album                            | Jahr |
| ---------------------------------------- | ------------------------------------------------------- | -------------------------------- | ---- |
| Alles ist neu – alles ist anders         | Olaf Roberto Bossi, Maite Kelly, Felix Gauder, Oli Nova | Sieben Leben für dich            | 2016 |
| Am Ende dieser Zeit (feat. Jürgen Drews) | Maite Kelly, Johannes Stankowski                        | Das ultimative Jubiläums-Best-Of | 2020 |
| Atme mich ein                            | Johan Daansen, Maite Kelly                              | Die Liebe siegt sowieso          | 2020 |

## B
| Titel            | Autoren                     | Album       | Jahr |
| ---------------- | --------------------------- | ----------- | ---- |
| Besser ohne mich | Götz von Sydow, Maite Kelly | Wie ich bin | 2013 |

## C
| Titel   | Autoren                                                  | Album              | Jahr |
| ------- | -------------------------------------------------------- | ------------------ | ---- |
| Conga   | Frank Ramond, Rudolf Müssig, Maite Kelly, Martin Lingnau | Das volle Programm | 2011 |
| Cowgirl | Götz von Sydow, Maite Kelly                              | Wie ich bin        | 2013 |

## D
| Titel                                  | Autoren                                                         | Album                                      | Jahr |
| -------------------------------------- | --------------------------------------------------------------- | ------------------------------------------ | ---- |
| Dabei wollte ich doch stark sein       | Olaf Roberto Bossi, Maite Kelly, Felix Gauder, Oli Nova         | Sieben Leben für dich (Die Gold Edition)   | 2017 |
| Das Beste                              | Götz von Sydow, Maite Kelly                                     | Wie ich bin                                | 2013 |
| Das Einmaleins der Liebe               | Frank Ramond, Rudolf Müssig, Martin Lingnau, Cesare Bixio       | Das volle Programm                         | 2011 |
| Das tut sich doch keiner freiwillig an | Maite Kelly, Christian Bömkes                                   | Nur Liebe                                  | 2023 |
| Das volle Programm                     | Frank Ramond, Rudolf Müssig, Maite Kelly, Martin Lingnau        | Das volle Programm                         | 2011 |
| Dass es uns noch gibt                  | Anja Krabbe, Maite Kelly                                        | Die Liebe siegt sowieso (Die Herz Edition) | 2019 |
| Denk daran, wer du bist                | Maite Kelly, Britta Sabbag                                      | Die Liebe siegt sowieso (Die Herz Edition) | 2019 |
| Der Kuckuck und der Esel               | Traditional                                                     | Die schönsten Kinderlieder mit Maite Kelly | 2015 |
| Die Affäre                             | Frank Ramond, Maite Kelly, Martin Lingnau, Jovanka von Wilsdorf | Das volle Programm                         | 2011 |
| Die Liebe hat ihren Plan               | Maite Kelly                                                     | Nur Liebe                                  | 2024 |
| Die Liebe ist größer als das Leben     | Claudio Pagonis, Maite Kelly                                    | Sieben Leben für dich                      | 2016 |
| Die Liebe siegt sowieso                | Maite Kelly, Felix Gauder, Oli Nova, Olaf Bossi                 | Die Liebe siegt sowieso                    | 2018 |
| Die Sonne geht auf                     | Götz von Sydow, Maite Kelly                                     | Wie ich bin                                | 2013 |
| Die Stille tut weh                     | Maite Kelly                                                     | Nur Liebe                                  | 2024 |
| Direkt nebenan                         | Maite Kelly                                                     | Nur Liebe                                  | 2024 |
| Du bist du                             | Götz von Sydow, Maite Kelly, Britta Sabbag                      | Die schönsten Kinderlieder mit Maite Kelly | 2015 |
| Du gewinnst                            | Maite Kelly, Christian Bömkes, Felix Gauder, Johannes Sumpich   | Hello!                                     | 2021 |
| Du glaubst du kennst mich              | Götz von Sydow, Maite Kelly                                     | Wie ich bin                                | 2013 |
| Du kannst fliegen                      | Götz von Sydow, Maite Kelly                                     | Wie ich bin                                | 2013 |
| Du Schuft!                             | Anja Krabbe, Christoph Papendieck, Serhat Sakin, Maite Kelly    | Hello!                                     | 2021 |

## E
| Titel                                                                                                   | Autoren                                                            | Album                                | Jahr |
| --- | ------------------------------------------------------------------ | ------------------------------------ | ---- |
| Ein Freund, der zu dir steht (Original: Demi Lovato – Gift Of A Friend)                                 | Leslie Mandoki, Matthias Monka, Adam Watts, Andy Dodd, Demi Lovato | Best Of Tinker Bell – Disney Fairies | 2009 |
| Einfach Hello                                                                                           | Thorsten Brötzmann, Johan Daansen, Maite Kelly                     | Hello!                               | 2021 |
| Einmal im Jahr                                                                                          | Maite Kelly                                                        | Nur Liebe                            | 2024 |
| Einmal ist immer das erste Mal                                                                          | Maite Kelly, Christian Bömkes                                      | Hello!                               | 2021 |
| Eins zu eins                                                                                            | Johan Daansen, Maite Kelly                                         | Sieben Leben für dich                | 2016 |
| Es ist einfach passiert                                                                                 | Maite Kelly                                                        | Nur Liebe                            | 2024 |
| Es ist noch nicht vorbei                                                                                | Maite Kelly                                                        | Nur Liebe                            | 2024 |
| Es war noch nie so schön                                                                                | Olaf Roberto Bossi, Maite Kelly, Felix Gauder, Oli Nova            | Sieben Leben für dich                | 2016 |
| Everytime We Touch (Alex Christensen & The Berlin Orchestra feat. Maite Kelly; Original: Maggie Reilly) | Maggie Reilly, Stuart MacKillop, Peter Risavy                      | Classical 90s Dance 3                | 2019 |

## F
| Titel                            | Autoren                                                          | Album                                      | Jahr |
| -------------------------------- | ---------------------------------------------------------------- | ------------------------------------------ | ---- |
| Faul sein ist wunderschön        | Georg Riedel, Helmut Harun, Astrid Lindgren                      | Die schönsten Kinderlieder mit Maite Kelly | 2015 |
| Flieg mit mir (Püttchen-Song)    | Maite Kelly, Florian Krahe                                       | Nur Liebe                                  | 2023 |
| Fortuna trägt ein Kleid aus Gold | Maite Kelly, Felix Gauder, Oli Nova, Olaf Bossi                  | Die Liebe siegt sowieso                    | 2018 |
| Für Gefühle kann man nichts      | Thorsten Brötzmann, Maite Kelly, Sebastian Wurth, Daniel Gogolla | Hello!                                     | 2021 |

## G
| Titel                   | Autoren                                                      | Album                                      | Jahr |
| ----------------------- | ------------------------------------------------------------ | ------------------------------------------ | ---- |
| Gefühle für 2           | Anja Krabbe, Christoph Papendieck, Serhat Sakin, Maite Kelly | Hello! (Special Bonus Edition)             | 2021 |
| Guten Abend, gute Nacht | Traditional                                                  | Die schönsten Kinderlieder mit Maite Kelly | 2015 |

## H
| Titel                             | Autoren                                                                                           | Album                                      | Jahr |
| --------------------------------- | ------------------------------------------------------------------------------------------------- | ------------------------------------------ | ---- |
| Hallo Houston (feat. Andrea Berg) | René Baumann, Kalvin Pockorny, Andrea Berg, Achim Kleist, Wolfgang von Webenau, Julia von Webenau | Ich würd's wieder tun                      | 2022 |
| Halt mich!                        | Roland Spremberg, Johan Daansen, Maite Kelly                                                      | Love, Maite – Das Beste... bis jetzt!      | 2023 |
| Held (Ein Löwenherz)              | Johan Daansen, Anja Krabbe, Maite Kelly                                                           | Die Liebe siegt sowieso                    | 2018 |
| Hell wie ein Kristall             | Götz von Sydow, Maite Kelly                                                                       | Die Liebe siegt sowieso                    | 2018 |
| Herzbeat                          | Johan Daansen, Maite Kelly                                                                        | Sieben Leben für dich                      | 2016 |
| Heute Nacht für immer             | Maite Kelly, Felix Gauder, Oli Nova, Olaf Bossi                                                   | Die Liebe siegt sowieso                    | 2018 |
| Hier und jetzt                    | Johan Daansen, Maite Kelly                                                                        | Die Liebe siegt sowieso (Die Herz Edition) | 2019 |

## I
| Titel                                     | Autoren                                                      | Album                                 | Jahr |
| ----------------------------------------- | ------------------------------------------------------------ | ------------------------------------- | ---- |
| Ich bin bereit                            | Maite Kelly, Britta Sabbag                                   | Hello! (Special Bonus Edition)        | 2021 |
| Ich bin da                                | Johan Daansen, Maite Kelly                                   | Die Liebe siegt sowieso               | 2018 |
| Ich bin die Frau meines Lebens            | Frank Ramond, Rudolf Müssig, Martin Lingnau                  | Das volle Programm                    | 2011 |
| Ich brauch einen Mann                     | Maite Kelly, Sebastian Wurth, Florian Krahe, Dan Sommer      | Love, Maite – Das Beste... bis jetzt! | 2023 |
| Ich dreh mich nie wieder um               | Johan Daansen, Maite Kelly                                   | Die Liebe siegt sowieso               | 2018 |
| Ich hasse dich, ich liebe dich            | Maite Kelly, Felix Gauder, Sebastian Wurth, Daniel Gogolla   | Hello!                                | 2021 |
| Ich lass los                              | Johan Daansen, Anja Krabbe, Maite Kelly                      | Die Liebe siegt sowieso               | 2018 |
| Ich liebe laut                            | Anja Krabbe, Christoph Papendieck, Serhat Sakin, Maite Kelly | Hello! (Special Bonus Edition)        | 2021 |
| I'll Be Waiting                           | Paul Epworth, Adele Adkins                                   | 21 (Limited Edition)                  | 2011 |
| Ich schau auf den Boden                   | Götz von Sydow, Maite Kelly                                  | Wie ich bin                           | 2013 |
| Ich sing meine Lieder                     | Maite Kelly, Sebastian Wurth, Florian Krahe, Dan Sommer      | Nur Liebe                             | 2024 |
| Ich steh dazu                             | Anja Krabbe, Maite Kelly, Thomas Kretschmer                  | Hello! (Special Bonus Edition)        | 2021 |
| Irgendwo                                  | Maite Kelly                                                  | Nur Liebe                             | 2024 |
| Isla d'amor                               | Olaf Roberto Bossi, Maite Kelly, Felix Gauder, Oli Nova      | Sieben Leben für dich                 | 2016 |
| Ist es denn zu spät (Die Liebe waren wir) | Thorsten Brötzmann, Johan Daansen, Maite Kelly, Lukas Hainer | Hello!                                | 2021 |

## J
| Titel          | Autoren                                                 | Album                 | Jahr |
| -------------- | ------------------------------------------------------- | --------------------- | ---- |
| Jetzt oder nie | Olaf Roberto Bossi, Maite Kelly, Felix Gauder, Oli Nova | Sieben Leben für dich | 2016 |

## K
| Titel                                                                                                   | Autoren                                                   | Album                                      | Jahr |
| --- | --------------------------------------------------------- | ------------------------------------------ | ---- |
| Keine Angst (Maite Kelly & Giovanni Zarrella)                                                           | Anja Krabbe, Claudio Pagonis, Maite Kelly, Sarah Schiffer | Love, Maite – Das Beste... bis jetzt!      | 2022 |
| Klinget hell ihr Glocken (Roland Kaiser & Maite Kelly; Original: Benny Andersson – Klinga mina klockor) | Benny Andersson, Björn Ulvaeus, Rudolf Müssig             | Die Liebe siegt sowieso (Die Herz Edition) | 2019 |

## L
| Titel                                             | Autoren                                        | Album                                         | Jahr |
| ------------------------------------------------- | ---------------------------------------------- | --------------------------------------------- | ---- |
| Lalelu (Original: Lonny Kellner & René Carol)     | Heino Gaze                                     | Die schönsten Kinderlieder mit Maite Kelly    | 2015 |
| Lass mich nicht los                               | Johan Daansen, Anja Krabbe, Maite Kelly        | Die Liebe siegt sowieso (Ltd. Deluxe Edition) | 2018 |
| Liebe ist Liebe                                   | Maite Kelly, Britta Sabbag                     | Sieben Leben für dich (Die Gold Edition)      | 2017 |
| Liebe lohnt sich                                  | Roland Spremberg, Maite Kelly, Sebastian Wurth | Die Liebe siegt sowieso                       | 2018 |
| Lieben oder nichts                                | Maite Kelly, Britta Sabbag                     | Sieben Leben für dich                         | 2016 |
| Little Drummer Girl (Original Little Drummer Boy) | Traditional                                    | –                                             | 2012 |
| Live Your Dreams                                  | Maite Kelly                                    | Das volle Programm                            | 2011 |

## M
| Titel                                                                | Autoren                                          | Album                                      | Jahr |
| -------------------------------------------------------------------- | ------------------------------------------------ | ------------------------------------------ | ---- |
| Mädchen gegen Jungs (Barbara Schöneberger & Maite Kelly vs. Klubbb3) | Peter Plate, Ulf Leo Sommer, Daniel Faust        | Bibi & Tina – Star-Edition                 | 2018 |
| Meine Oma fährt im Hühnerstall Motorrad                              | Robert Steidl                                    | Die schönsten Kinderlieder mit Maite Kelly | 2015 |
| Mit dir hätt ich zum Leben Ja gesagt                                 | Christian Kolonovits, Johan Daansen, Maite Kelly | Die Liebe siegt sowieso                    | 2018 |
| Mit einer Ukulele                                                    | Frank Ramond, Rudolf Müssig, Martin Lingnau      | Das volle Programm                         | 2011 |
| Mit Liebe geht das                                                   | Maite Kelly                                      | Nur Liebe                                  | 2024 |

## N
| Titel                                         | Autoren                                     | Album                      | Jahr |
| --------------------------------------------- | ------------------------------------------- | -------------------------- | ---- |
| Niemals wieder nach Paris                     | Frank Ramond, Rudolf Müssig, Martin Lingnau | Das volle Programm         | 2011 |
| No Risk, No Fun (Roland Kaiser & Maite Kelly) | Peter Plate, Ulf Leo Sommer, Daniel Faust   | Bibi & Tina – Star-Edition | 2018 |
| Nur Liebe                                     | Maite Kelly                                 | Nur Liebe                  | 2024 |

## P
| Titel                | Autoren                                     | Album                                      | Jahr |
| -------------------- | ------------------------------------------- | ------------------------------------------ | ---- |
| Panama               | Frank Ramond, Rudolf Müssig, Martin Lingnau | Das volle Programm                         | 2011 |
| Pitsch Patsch Matsch | Götz von Sydow, Maite Kelly                 | Die schönsten Kinderlieder mit Maite Kelly | 2015 |

## R
| Titel                                                      | Autoren                     | Album                                      | Jahr |
| ---------------------------------------------------------- | --------------------------- | ------------------------------------------ | ---- |
| Romy, die Superschnecke                                    | Götz von Sydow, Maite Kelly | Die schönsten Kinderlieder mit Maite Kelly | 2015 |
| Rosen sind rot (Original: The Kelly Family – Roses Of Red) | The Kelly Family            | Love, Maite – Das Beste... bis jetzt!      | 2022 |

## S
| Titel | Autoren                                                      | Album                                      | Jahr |
| --- | ------------------------------------------------------------ | ------------------------------------------ | ---- |
| Sag ja, nicht nein                                                                                             | Maite Kelly, Felix Gauder, Oli Nova, Olaf Bossi              | Hello!                                     | 2021 |
| Sag nicht sorry                                                                                                | Maite Kelly, Felix Gauder, Oli Nova, Olaf Bossi              | Die Liebe siegt sowieso                    | 2018 |
| Schlaf, Baby, schlaf (das grösste Abenteuer)                                                                   | Götz von Sydow, Maite Kelly                                  | Die schönsten Kinderlieder mit Maite Kelly | 2015 |
| Sieben Leben für dich                                                                                          | Olaf Roberto Bossi, Maite Kelly, Felix Gauder, Oli Nova      | Sieben Leben für dich                      | 2016 |
| Simsalabim | Götz von Sydow, Maite Kelly                                  | Die schönsten Kinderlieder mit Maite Kelly | 2015 |
| So klingt Liebe                                                                                                | Peter Wagner, Wolfgang Hofer, Alex Wende, Maite Kelly        | Sieben Leben für dich                      | 2016 |
| So wie du bist (Filmmusik für Das Märchen von der Prinzessin, die unbedingt in einem Märchen vorkommen wollte) | Maite Kelly                                                  | –                                          | 2013 |
| So wie man tanzt so liebt man                                                                                  | Frank Ramond, Rudolf Müssig, Martin Lingnau                  | Das volle Programm                         | 2011 |
| Solang die Sehnsucht in mir lebt                                                                               | Anja Krabbe, Christoph Papendieck, Serhat Sakin, Maite Kelly | Hello!                                     | 2021 |
| Sommer sein | Götz von Sydow, Maite Kelly                                  | Wie ich bin                                | 2013 |
| Stark | Götz von Sydow, Maite Kelly                                  | Wie ich bin                                | 2013 |

## T
| Titel                     | Autoren                    | Album                 | Jahr |
| ------------------------- | -------------------------- | --------------------- | ---- |
| Touche-moi (Berühre mich) | Johan Daansen, Maite Kelly | Sieben Leben für dich | 2016 |

## U
| Titel               | Autoren                                     | Album                                      | Jahr |
| ------------------- | ------------------------------------------- | ------------------------------------------ | ---- |
| Und du stehst drauf | Frank Ramond, Rudolf Müssig, Martin Lingnau | Das volle Programm                         | 2011 |
| Unendlich           | Götz von Sydow, Maite Kelly                 | Wie ich bin                                | 2013 |
| Unter meinem Bett   | Götz von Sydow, Maite Kelly                 | Die schönsten Kinderlieder mit Maite Kelly | 2015 |

## V
| Titel          | Autoren                     | Album       | Jahr |
| -------------- | --------------------------- | ----------- | ---- |
| Virtuelle Welt | Götz von Sydow, Maite Kelly | Wie ich bin | 2013 |
| Von Mal zu Mal | Johan Daansen, Maite Kelly  | Hello!      | 2021 |

## W
| Titel                                                                    | Autoren                                                            | Album                                      | Jahr |
| ------------------------------------------------------------------------ | ------------------------------------------------------------------ | ------------------------------------------ | ---- |
| Warum hast du nicht nein gesagt (Roland Kaiser & Maite Kelly)            | Götz von Sydow, Maite Kelly                                        | Seelenbahnen                               | 2014 |
| Was wäre, wenn                                                           | Christian Wunderlich, Claudio Pagonis, Maite Kelly                 | Hello!                                     | 2021 |
| Weil du mich lässt                                                       | Götz von Sydow, Maite Kelly                                        | Wie ich bin                                | 2013 |
| Weisst du wieviel Sternlein stehen?                                      | Traditional                                                        | Die schönsten Kinderlieder mit Maite Kelly | 2015 |
| Wer lieben will, muss fühlen                                             | Maite Kelly                                                        | Nur Liebe                                  | 2024 |
| Wenn du Liebe suchst                                                     | Maite Kelly, Johannes Stankowski                                   | Sieben Leben für dich                      | 2016 |
| Wenn du nur glaubst                                                      | Leslie Mandoki, Matthias Monka, Brendan Milburn, Valerie Vigoda    | Best Of Tinker Bell – Disney Fairies       | 2009 |
| Wenn ich dich küss (Original: Caro Emerald – A Night Like This)          | Frank Ramond, Jan Van Wieringen, David Schreurs, Vincent Degiorgio | –                                          | 2012 |
| Wenn ich liebe                                                           | Anja Krabbe, Götz von Sydow, Maite Kelly                           | Die Liebe siegt sowieso                    | 2018 |
| Wenn ich ’n Mann wär                                                     | Götz von Sydow, Maite Kelly                                        | Wie ich bin                                | 2013 |
| Wenn wir uns wiedersehen                                                 | Maite Kelly, Christian Bömkes, Johannes Sumpich                    | Hello!                                     | 2021 |
| Wer hat die Kokosnuss geklaut (Original: Die Affen rasen durch den Wald) | Traditional                                                        | Die schönsten Kinderlieder mit Maite Kelly | 2015 |
| Wie gross kann Liebe werden                                              | Frank Ramond, Martin Lingnau                                       | Das volle Programm                         | 2011 |
| Wir haben uns                                                            | Wolfgang Hofer, Johan Daansen, Maite Kelly                         | Sieben Leben für dich                      | 2016 |
| Wir leben Schlager (Jürgen Drews & Freunde)                              | Hartmut Wessling, Mike Rötgens                                     | Das ultimative Jubiläums-Best-Of           | 2020 |
| Wir machen eine Party                                                    | Götz von Sydow, Maite Kelly                                        | Die schönsten Kinderlieder mit Maite Kelly | 2015 |

## Z
| Titel                                                   | Autoren                                       | Album                                    | Jahr |
| ------------------------------------------------------- | --------------------------------------------- | ---------------------------------------- | ---- |
| Zeig mir den Platz an der Sonne (Original: Udo Jürgens) | Udo Jürgens, Eckart Hachfeld                  | Sieben Leben für dich (Die Gold Edition) | 2017 |
| Zeit ist jetzt                                          | Britta Sabbag, Maite Kelly Jouelic Tourlonias | –                                        | 2018 |